# Bruskmoal
Bruskmoal is een geslacht van kevers uit de familie van de loopkevers (Carabidae). De wetenschappelijke naam van het geslacht is voor het eerst geldig gepubliceerd in 1998 door Morvan.

## Soorten
Het geslacht Bruskmoal is monotypisch en omvat slechts de volgende soort:
- Bruskmoal bresk Morvan, 1998